# Thorhild County
Das Thorhild County ist einer der 63 „municipal districts“ in Alberta, Kanada. Der Verwaltungsbezirk gehört zur Census Division 13 und ist Teil der Region Zentral-Alberta. Der Bezirk als solches wurde zum 1. Januar 1955 eingerichtet (incorporated als „County of Thorhild No. 7“) und änderte im Jahr 2013 seinen Namen von „County of Thorhild No. 7“ auf den aktuellen. Er hat seinen Verwaltungssitz im Weiler Thorhild.
Der Verwaltungsbezirk ist für die kommunale Selbstverwaltung in den ländlichen Gebieten sowie den nicht rechtsfähigen Gemeinden, wie Dörfern und Weilern und Ähnlichem, zuständig.

## Lage
Der „Municipal District“ liegt im nördlichen Zentrum der kanadischen Provinz Alberta, etwa 90 Kilometer nordnordöstlich vom Edmonton. Im Osten begrenzt der North Saskatchewan River für eine kurze Strecke den Bezirk. Mit dem Long Lake Provincial Park befindet sich einer der Provincial Parks in Alberta im Bezirk.
Die Hauptverkehrsachsen des Bezirks sind der in Nord-Süd-Richtung verlaufenden Alberta Highway 63 sowie die in Ost-West-Richtung verlaufenden Alberta Highway 18 und Alberta Highway 23. Außerdem verlaufen Eisenbahnstrecken verschiedener Gesellschaften durch den Bezirk.
|                 | Athabasca County                            |                   |
| Westlock County | Kompassrose, die auf Nachbargemeinden zeigt | Smoky Lake County |
|                 | Sturgeon County                             | Lacombe County    |

## Bevölkerung
| Jahr | Erhebung          | Einwohner | Änderung | Fläche (km²) | Bev.-dichte (EW/km²) |
| ---- | ----------------- | --------- | -------- | ------------ | -------------------- |
| 2016 | Volkszählung 2016 | 3254      | – 4,8 %  | 2001,74      | 1,6                  |
| 2011 | Volkszählung 2011 | 3417      | – 1,9 %  | 2000,05      | 1,7                  |

## Gemeinden und Ortschaften
Folgende Gemeinden liegen innerhalb der Grenzen des Verwaltungsbezirks:
- Stadt (City): keine
- Kleinstadt (Town): keine
- Dorf (Village): keine
- Weiler (Hamlet): Abee, Egremont, Long Lake, Newbrook, Opal, Radway, Thorhild

Außerdem bestehen noch weitere, noch kleinere Ansiedlungen und Einzelgehöfte.